# Église de la Nativité-de-la-Mère-de-Dieu de Leskovac
Pour les articles homonymes, voir Église de la Nativité-de-la-Mère-de-Dieu.
L'église de la Nativité-de-la-Mère-de-Dieu de Leskovac (en serbe cyrillique : Храм Рођења Пресвете Богородице у Лесковцу ; en serbe latin : Hram Rođenja Presvete Bogorodice u Leskovcu) est une église orthodoxe serbe située à Leskovac et dans le district de Jablanica en Serbie. Elle est inscrite sur la liste des monuments culturels protégés de la république de Serbie (no SK 294).